# Géographie sacrée
La géographie sacrée est l'étude d'un lieu, son organisation, ses caractéristiques, sous un angle religieux, symbolique et éventuellement ésotérique. Cette étude peut concerner un lieu bien précis, une source, un bâtiment, tel qu'une église, une cathédrale, un mégalithe, ou l'ensemble d'une ville, d'un pays, d'un continent, ou même la planète dans son ensemble.

## Définition
D'après le chercheur en archéologie Paul Devereux, la géographie sacrée est l'étude de lieux faisant l'objet d'une vénération humaine et de constructions à but spirituel, telles que les temples, les églises et les monastères. Des croyances attribuent à ces lieux une « énergie particulière » apportant guérison et éveil spirituel.

## Lieux concernés
La géographie sacrée étudie des sites et particularités tels que les lignes de Nazca, les chemins de pèlerinage et les grands sanctuaires mondiaux. Dans les années 70 et 80, FR3 a réalisé des films documentaires sur certains sites remarquables d'Europe et d'Amérique comme Versailles, le Mont Saint Michel, l'Egypte, Téotihuacan, Paris et d'autres.